# Victor R. Belot
Pour les articles homonymes, voir Belot.
Victor Raoul Marie Belot, né le 8 juillet 1923 et mort au Chesnay le 2 janvier 2000, est un historien, écrivain et peintre surréaliste français d’origine belge. Il a vécu à Trappes.

## Biographie sommaire
Après un itinéraire peu ordinaire puisqu’il fut notamment pêcheur de requins au large des côtes du Venezuela, ouvrier spécialisé en électricité et bibliothécaire-archiviste, Victor R. Belot s’oriente, arrivé à la quarantaine, vers l’écriture et la peinture. Il a condensé trente ans de recherches et de travaux dans des publications à caractère scientifique, technique et historique, et peint deux cents toiles.

## L’historien
Dans ses monographies des villes de Trappes, Montigny-le-Bretonneux, Élancourt et la commanderie de la Villedieu, Victor R. Belot nous offre un vaste panorama historique, social et culturel des temps médiévaux les plus reculés à nos jours à partir d’une présentation des valeurs et des institutions qui ont rythmé la société médiévale et par extension celle de l’Ancien Régime puis la période révolutionnaire et les temps modernes. On y retrouve tour à tour les fiefs et les arrière-fiefs, les églises et les coutumes religieuses, les châteaux et les chevaliers, les impôts et les corvées, les poids, mesures et monnaies, l’artisanat et le travail de la terre, sans oublier bien sûr l'école, les toponymes et les personnages qui marquèrent l’histoire locale.
Il publie aussi les Coutumes et folklores en Yvelines qui proposent au lecteur, en particulier aux nouveaux implantés venus de tous les horizons, en quête de racines, de «revoir le spectacle journalier des instants d’autrefois et de percevoir encore à travers les Yvelines, les chants et les gestes, joyeux et graves, qui permirent à nos ancêtres de naître, de vivre et de mourir dans la sérénité ».
Parallèlement à la rédaction de ses livres, Victor R. Belot sillonne les routes et les chemins des communes de sa région (territoire de la ville nouvelle de Saint-Quentin-en-Yvelines) pour le compte des Monuments historiques, va au-devant des anciens pour recueillir le témoignage d’une époque révolue, use ses fonds de culotte aux Archives nationales, dispense ses conseils et coopère au sauvetage d’objets et de bâtiments du patrimoine des Yvelines. Il est le créateur des blasons des villes de La Verrière et de Montigny-le-Bretonneux.
Historien reconnu localement, il sort de sa « petite patrie » pour s’intéresser au pont Neuf, ce haut-lieu de Paris, ainsi qu’à la France des pèlerinages et à la Révolution française, et publie de nombreux articles qui traitent d'histoire et de bien d'autres sujets (voir ci-après).

## Une large palette de publications placées sous le signe de l’éclectisme
Victor R. Belot collaborera avec des revues spécialisées comme Chroniques de l’histoire, Trésors et Détections, Minéraux & Fossiles, Monde & Minéraux, Numismatique, Revue française de généalogie, La Vie du rail et Le Collectionneur français.
À l’heure où la société pousse à la spécialisation et au cloisonnement des connaissances, il démontre que l’érudition n’a pas de frontières. Ses articles et ses chroniques traitent en effet d’histoire et de préhistoire mais aussi de généalogie, d’héraldique, de paléontologie, de minéralogie, de spéléologie, d’archéologie industrielle, de numismatique, de philatélie, et de… petits trains touristiques. Les sujets proposés sont souvent originaux, à l’instar de Théodore Ier, unique et éphémère roi de Corse (étude sur un règne qui tient de la farce) ou de La Laborieuse Introduction de la pomme de terre (la truffe du pauvre selon Victor Hugo), et d’un réel intérêt documentaire comme Le Coût de la vie autrefois (le généalogiste J-L Beaucarnot y fait référence), Sur la route de l’homo-sapiens ou les Volcans de Catalogne .
Victor R. Belot nous invite à voyager autrement, parfois de façon insolite, les usines remplaçant les musées, le monde souterrain le bord de mer, et le rail la route… À l’heure du TGV, il fait ainsi ressortir du tunnel de l’oubli les petits trains à vapeur grâce à son Guide des petits trains touristiques qui connaît un grand succès parmi les ferrovipathes de France et d’ailleurs. Il donne aussi la liste des sites dignes d’intérêt et les conseils devant permettre aux collectionneurs et en particulier aux jeunes de se passionner vraiment pour la recherche de fossiles et minéraux avec la préoccupation constante d’éviter les pillages et de protéger l’environnement.
Quand il nous fait pénétrer dans les entrailles de la terre, c’est pour des promenades dans un monde peuplé de fées, de géants, de trésors cachés et de légendes, au milieu de monuments modelés goutte à goutte au cours de centaines de milliers d’années. Victor R. Belot avait le goût de la découverte et le sens du mystère.
Il considérait la curiosité comme une grande vertu et a fait partager ses connaissances à de multiples occasions, considérant que la « culture est un banquet agréablement partagé ». À propos des fouilles qu’il réalisait dans les sites paléontologiques et qui lui faisaient dépenser une grande dose d’énergie, ne disait-il pas : « Il faut avant tout posséder un esprit curieux, acquérir les connaissances nécessaires, s’armer d’une bonne dose de persévérance, de patience et, dans le cas des fossiles, ne pas avoir peur de manier le marteau pour casser des cailloux et de remuer des mètres cubes de terre ou de sable ! La récompense est au bout… après des années d’efforts ! ».

## Le peintre surréaliste-figuratif
La passion de la peinture ne quittera jamais Victor R. Belot. Il s’y consacre d’abord à plein temps, il y revient ensuite de temps à autre pour marquer un arrêt momentané de ses autres activités.
Ses toiles nous démontrent l’intérêt de l'art figuratif. Elles sont très caractérisées, intégrant en un montage étudié des objets et/ou des éléments d’anatomie sur un fond bleu d’azur parsemé de nuages (voir ci-après, de gauche à droite, les œuvres baptisées Ô temps piégé de l’Îlet (1978) et La Faim des in-soumis (1970). Victor R. Belot joue sur le décalage entre les objets et leur représentation et tire parti du mariage des couleurs. Conformément au genre artistique qu’il a adopté, la « réalité » affichée dans sa peinture renvoie à une pensée abstraite, née de ses rêves, mais aussi à un questionnement sur le sens des choses.
Victor R. Belot avait été sociétaire des Surindépendants et membre du Groupe du Marais. Il avait participé à de nombreux salons et expositions, en France et à l’étranger (Paris, grand prix de la Côte d’Azur, galerie San Marco à Rome, Los Angeles…).
En projet : Insertion des photographies des deux toiles citées dans le texte.